# 계양구

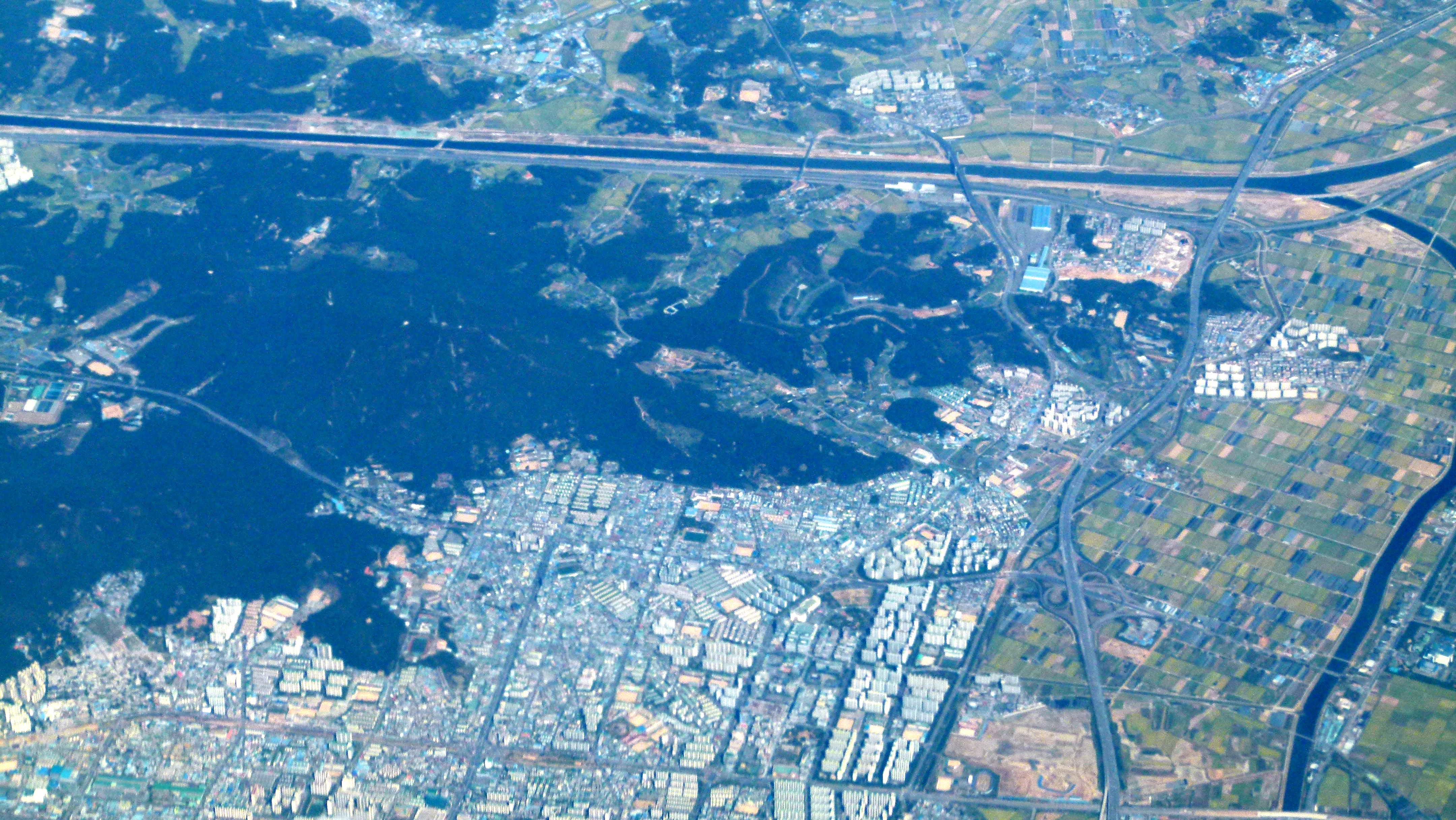
상공으로 바라본 계양구의 스카이뷰 전경

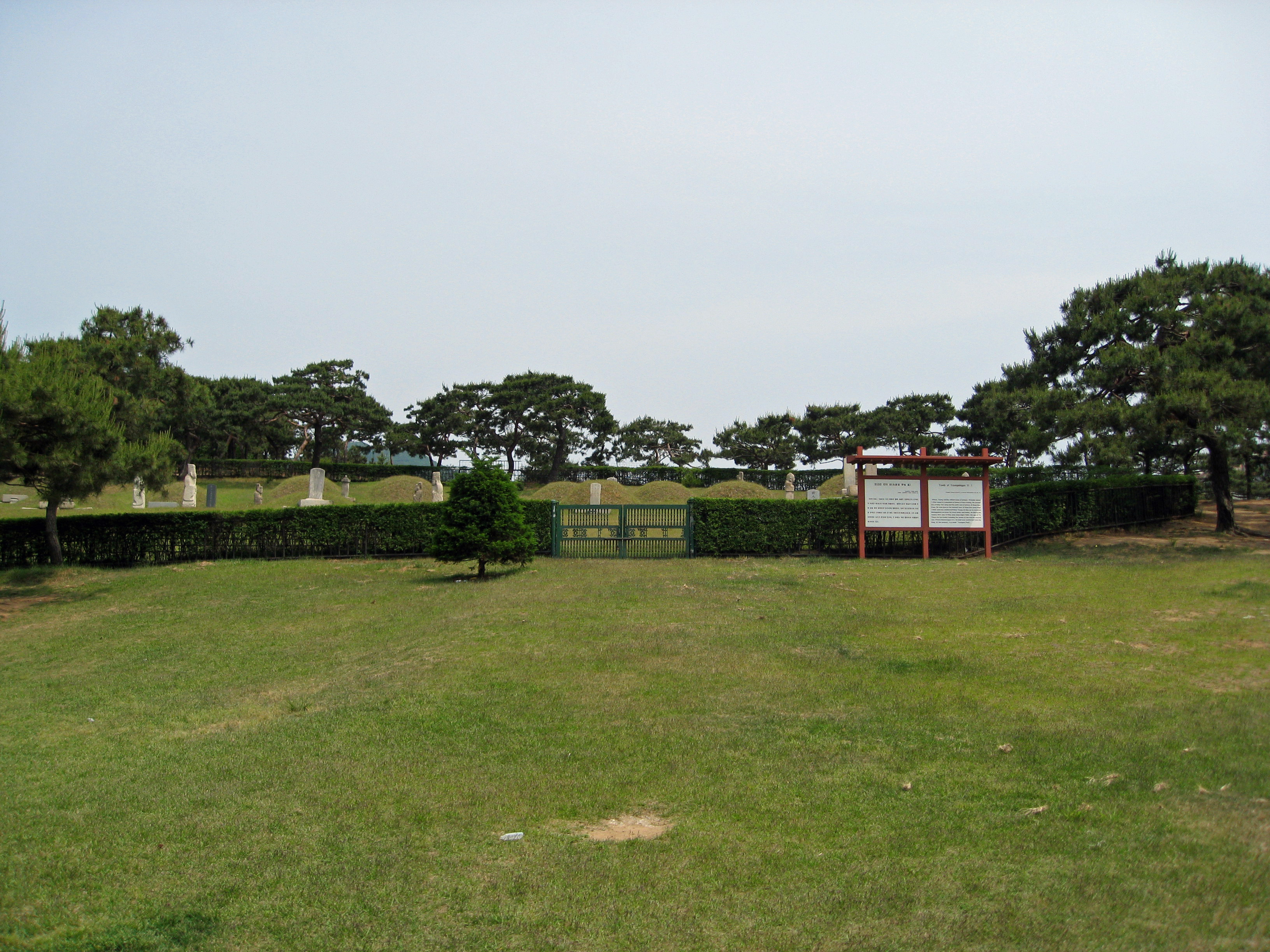
영신군 이이묘

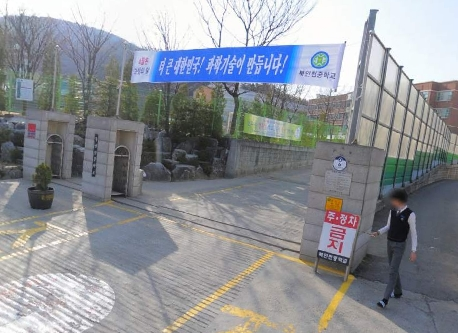
북인천중학교

계양구(桂陽區)는 대한민국 인천광역시의 동북부에 있는 구이다.
고려시대 계양도호부(桂陽都護府)였고, 조선시대 부평도호부(富平都護府)였는데, 1914년에 부천군으로 개칭되었고, 1940년에 인천부에 편입되어 1968년에 인천직할시 북구에 편입되었고, 1995년 3월 1일 계양구가 신설되었다.
계양산, 천마산을 경계로 인천의 도심과는 별개의 시가지를 형성한다. 동쪽은 경기도 부천시와 서울특별시 강서구, 서쪽은 서구, 남쪽은 부평구, 북쪽은 서구 검단동과 경기도 김포시 고촌읍에 접한다.

## 역사
- 470년 : 고구려 주부토군 설치
- 757년 : 신라 장제군으로 개칭
- 1215년 : 고려시대 계양도호부 개칭
- 1413년 : 조선시대 부평도호부 개칭

### 일제강점기
- 1914년 3월 1일 : 부천군 부내면, 계양면
- 1940년 4월 1일 : 부천군 부내면(현 계산동, 효성동, 작전동, 서운동)이 인천부에 편입

### 광복 이후
- 1949년 8월 15일 : 인천부를 인천시로 개칭
- 1968년 1월 1일 : 인천시 북구 설치
- 1973년 7월 1일 : 부천군이 폐지되면서 계양면이 김포군에 편입
- 1981년 7월 1일 : 인천직할시 승격
- 1989년 1월 1일 : 김포군 계양면(현 계양1·2·3동)이 북구에 편입
- 1990년 1월 1일 : 효성동을 효성1,2동으로, 계산동을 계산1,2동으로 분동
- 1990년 5월 1일 : 작전동을 작전1,2동으로 분동
- 1991년 8월 27일 : 계산2동을 계산2,3동으로 분동
- 1992년 9월 1일 : 계양동을 계양1,2동으로 분동
- 1994년 7월 1일 : 작전1동을 작전1,3동으로 분동
- 1995년 1월 1일 : 인천광역시 개편

### 계양구
- 1995년 3월 1일 : 인천광역시 북구에서 분구하여 인천광역시 계양구가 신설되었다.[2] 당시 내무부 문서에 따르면, 계양산에서 그 명칭을 따왔다. (11행정동)
- 1998년 10월 31일 : 작전3동, 서운동을 작전서운동으로 합동하였다.[3] (10행정동)
- 2003년 3월 1일 : 계산3동을 계산3동, 계산4동으로 분동하였다.[4] (11행정동)
- 2015년 4월 1일 : 계양1동을 계양1동과 계양3동으로 분동하였다.[5] (12행정동)

## 행정 구역
계양구의 행정 구역은 12 행정동, 23 법정동으로 구성되어 있다. 계양구의 면적은 45.57 km2이며, 인구는 2022년 12월 주민등록 기준으로 28만8,856명, 12만7,201가구이다.

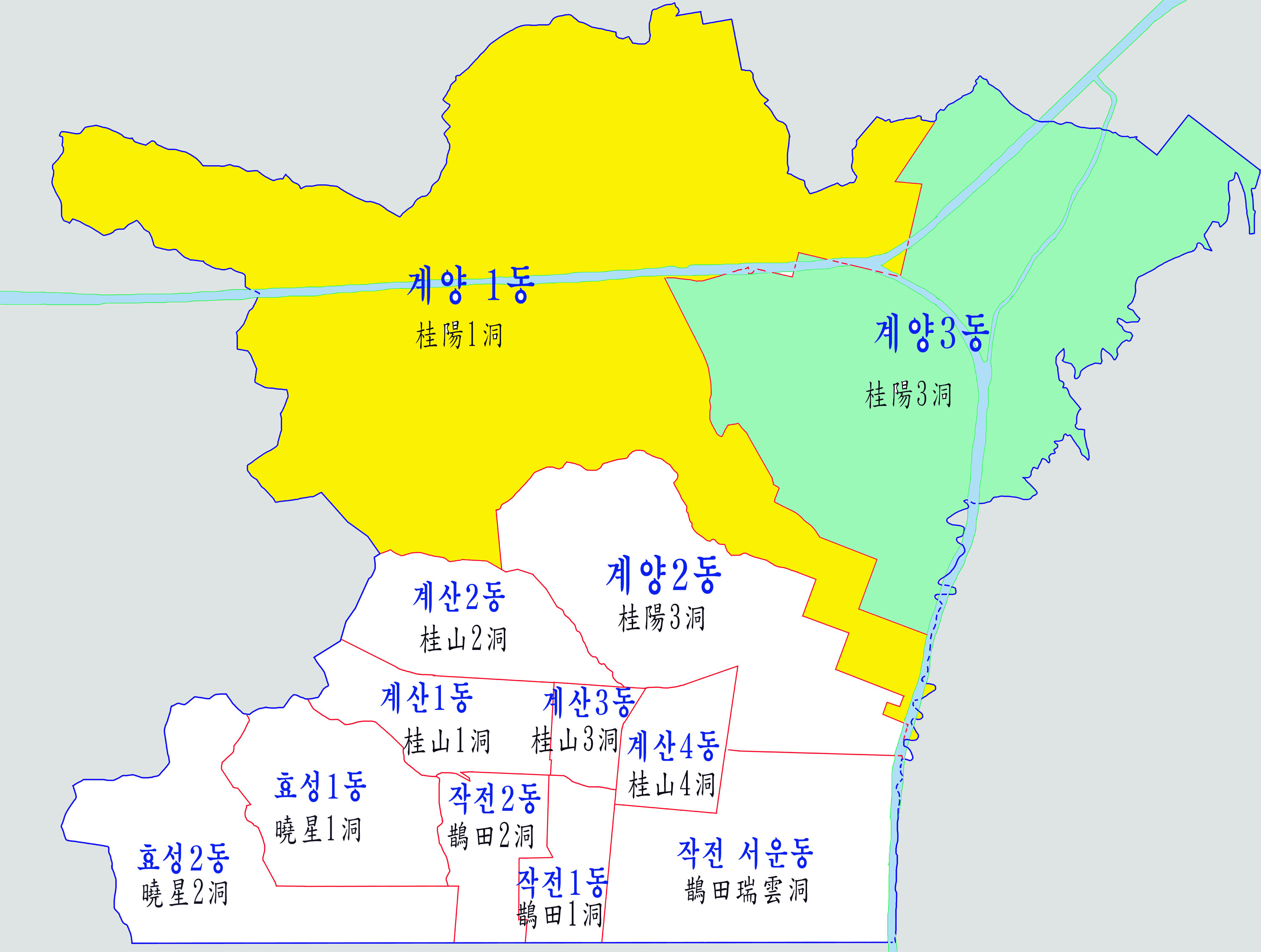

| 동         | 한자       | 면적(km2) | 인구 (명) |
| ---------- | ---------- | --------- | --------- |
| 효성1동    | 曉星1洞    | 2.30      | 27,276    |
| 효성2동    | 曉星2洞    | 2.69      | 28,426    |
| 계산1동    | 桂山1洞    | 1.57      | 18,771    |
| 계산2동    | 桂山2洞    | 1.69      | 15,382    |
| 계산3동    | 桂山3洞    | 0.46      | 18,617    |
| 계산4동    | 桂山4洞    | 0.83      | 22,804    |
| 작전1동    | 鵲田1洞    | 0.82      | 27,014    |
| 작전2동    | 鵲田2洞    | 0.98      | 19,090    |
| 작전서운동 | 鵲田瑞雲洞 | 3.79      | 34,263    |
| 계양1동    | 桂陽1洞    | 14.83     | 20,173    |
| 계양2동    | 桂陽2洞    | 4.52      | 32,164    |
| 계양3동    | 桂陽3洞    | 11.10     | 24,876    |
| 계양구     | 桂陽區     | 45.57     | 288,856   |

## 인구
| 연도   | 총인구    | ; |
| ------ | --------- | - |
| 1995년 | 256,478명 |   |
| 2000년 | 326,522명 |   |
| 2005년 | 325,626명 |   |
| 2010년 | 334,970명 |   |
| 2015년 | 327,311명 |   |

계양구의 인구는 2012년 말 기준으로 0~14세 인구는 16.5%, 65세 이상 인구는 6.6%이다. 생산연령층인 15~64세 인구는 76.9%로, 전국평균 72.8%보다 비율이 높다. 유소년인구부양비는 21.5%로 전국 평균인 22.8%보다 낮고, 노년인구부양비는 8.6%로 전국평균인 14.5%보다 낮다. 여자인구 100명당 남자인구를 나타내는 성비는 100.8로 남자가 다소 많다.

## 교육 기관
- 국공립대학교

|  | - 경인교육대학교 |

- 사립전문대학

|  | - 경인여자대학 |

- 고등학교

|  | - 계산고등학교 - 계양고등학교 - 서운고등학교 | - 안남고등학교 - 인천세원고등학교 - 인천예일고등학교 | - 인천효성고등학교 - 작전고등학교 - 계산여자고등학교 | - 작전여자고등학교 - 계산공업고등학교 |

- 특수학교

|  | - 인천인혜학교 |

## 교통

### 철도
- 인천교통공사

- ● 인천 도시철도 1호선

(인천광역시 서구) ← 계양역 - 귤현역 - 박촌역 - 임학역 - 계산역 - 경인교대입구역 - 작전역 → (부평구)
환승역 : 계양역 (인천국제공항철도)
- 공항철도

- ● 인천국제공항철도

(서울특별시 강서구) ← 계양역 → (인천광역시 서구)
환승역 : 계양역 (인천 도시철도 1호선)
- 그 외에는 서울 지하철 9호선도 통과하고 있지만 계양구 관내에 정차하고 있는 역이 없으며 300번 버스를 이용하고 개화역이나 김포공항역까지 나가야 9호선 승차 가능하며, 간접적으로 김포공항역을 통해 서울 지하철 5호선도 이용 가능하며, BRT 7700번 버스를 이용하면 신월동까지도 접근 가능하다.

### 고속도로
- 수도권제1순환고속도로
  - 서운 분기점 - 계양 나들목 - 노오지 분기점[6]
- 경인고속도로
  - 부평 나들목 - 서운 분기점
- 인천국제공항고속도로
  - 노오지 분기점

### 국도
- 국도 제6호선
- 국도 제39호선
- 국도 제77호선

### 기타 도로
- 경명대로
- 장제로
- 계양대로 (부평 나들목 이북, 이남은 부평대로로 이어짐)
- 아나지로
- 봉오대로
- 주부토로
- 안남로 (인천)
- 마장로 (인천)
- 아라로

## 자매 도시
| 지역 & 국가 | 도시                        | 도시         |
| ----------- | --------------------------- | ------------ |
| 대한민국    | 강원특별자치도              | 영월군       |
| 대한민국    | 충청남도                    | 공주시       |
| 대한민국    | 충청북도                    | 단양군       |
| 베트남      | 바리어붕따우성(省婆地-淎艚) | 붕따우(浲艚) |
| 캄보디아    | 바탐방 주                   |              |